# 1799 Koussevitzky
1799 Koussevitzky је астероид главног астероидног појаса. Приближан пречник астероида је 23,26 km,
а средња удаљеност астероида од Сунца износи 3,024 астрономских јединица (АЈ).
Инклинација (нагиб) орбите у односу на раван еклиптике је 11,516 степени, а орбитални период износи 1921,100 дана (5,259 година). Ексцентрицитет орбите астероида износи 0,122.
Апсолутна магнитуда астероида износи 10,90 а геометријски албедо 0,142.
Астероид је откривен 25. јула 1950. године.